# Chikkanancherlu, Gudibanda
Chikkanancherlu là một làng thuộc tehsil Gudibanda, huyện Kolar, bang Karnataka, Ấn Độ.